# محوطه گرسایه کان
محوطه گرسایه کان مربوط به دوره ساسانیان - دوره سلجوقیان است و در شهرستان دره‌شهر، بخش مرکزی، دهستان زرین دشت، ۴۰۰ متری شمال غرب روستای عباس آّباد واقع شده و این اثر در تاریخ ۹ بهمن ۱۳۸۶ با شمارهٔ ثبت ۲۰۷۳۶ به‌عنوان یکی از آثار ملی ایران به ثبت رسیده است.